# Faro di Roter Sand
Il Faro di Roter Sand (in tedesco: Leuchtturm Roter Sand) è un faro situato nel Mare del Nord, non molto lontano dalla Baia tedesca e dall'estuario del fiume Weser, a circa 30 miglia nautiche da Bremerhaven. Costruito tra il 1880 e il 1885, è stata la prima costruzione le cui fondamenta posano direttamente sul fondale marino. Attivo per 101 anni, dal il 1885 al 1986, il faro attualmente serve da segnalamento diurno ed è visitabile. Dal 1º ottobre 2010 è inoltre tutelato come "Monumento storico dell'ingegneria tedesca" (Historisches Wahrzeichen der Ingenieurbaukunst in Deutschland) per le difficoltà ingegneristiche che vennero affrontate durante la sua realizzazione: alla sua inaugurazione, infatti, il faro rappresentava la punta di diamante della tecnologia tedesco-prussiana e motivo di orgoglio nazionale. Per questi motivi resta ancora oggi il faro più famoso della Germania.

## Storia

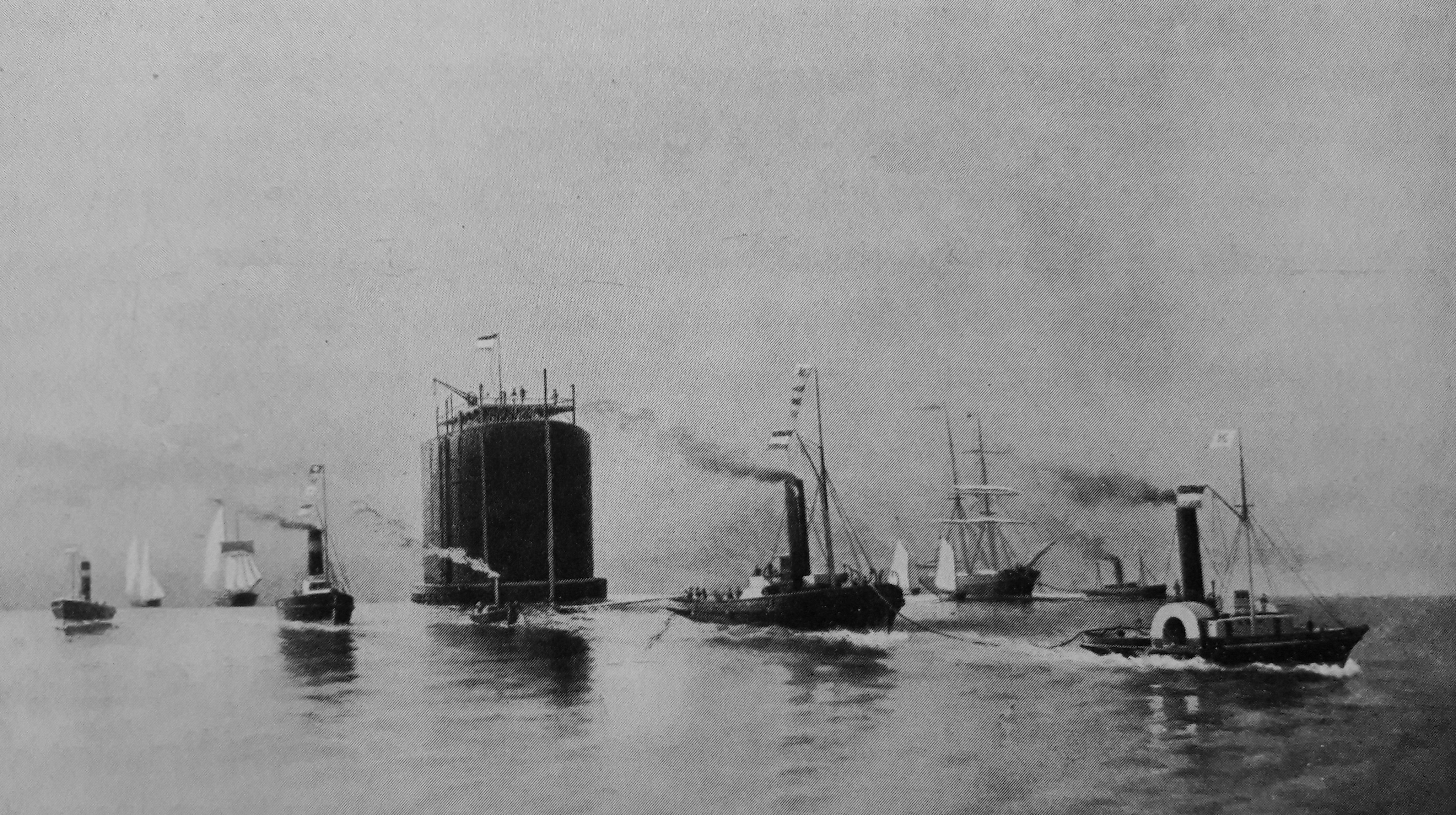
I lavori di costruzione nel 1885

A partire dagli anni '70 del XIX secolo, gli Stati tedeschi di Oldenburg, di Prussia e la città-Stato di Brema, che si affacciavano sulle foce del Weser, decisero di regolare insieme il traffico marittimo, segnalando con delle navi-faro il limite delle secche in modo da rendere più sicura la navigazione in prossimità di un fondale di una caratteristica sabbia rossa (roter sand), che dà il nome al faro stesso. Dopo un'analisi dei costi, fu presa la decisione di costruire una torre fissa in alto mare, in quanto era la soluzione più economica. Per quanto fosse la scelta più economica, la costruzione della torre fu un'impresa temeraria per le capacità ingegneristiche dell'epoca, soprattutto per quanto riguardava la fondamenta, che doveva essere posizionate sul fondale marino. Il progetto infatti prevedeva la costruzione di un enorme cassone che, mediante il processo della fondazione pneumatica, sarebbe andato a conficcarsi 15 metri sotto il fondale, dopo esser stato riempito di 300 metri cubi di cemento. Dopo aver concluso la costruzione dell'enorme cassone a Bremerhaven, un primo tentativo di posa delle fondamenta avvenne nel 1882, ma fallì, a causa dell'inclinazione del cassone. Un secondo tentativo di posa, avvenuto tra il 1883 e il 1884, ebbe invece successo e il faro fu completato il 1º ottobre dell'anno seguente, quando il primo guardiano prese servizio, diventando così la prima costruzione al mondo a poggiare sul fondale marino. Dagli anni immediatamente seguenti alla sua costruzione, il faro acquistò una valenza simbolica simile alla Statua della Libertà di New York: era infatti l'ultimo segno visibile del vecchio Mondo che milioni di emigranti scorgevano dai transatlantici prima di entrare nel mare aperto verso il continente americano. Il faro funzionò senza particolari problemi fino alla fine degli anni '50 del XX secolo, quando dei lavori di restauro misero in evidenza l'usura della fondamenta, che non era in grado di sostenere il peso un eventuale radar. Per questo motivo, si optò per la costruzione di un faro nuovo e più moderno, l'Alte Weser, situato a circa 3 km di distanza ed entrato in funzione nel 1964. Il faro nei decenni successivi finì in uno stato di abbandono e incuria. Ormai inutile, si propose di demolirlo, cosa che indignò molti abitanti del posto. Nel 1987 venne acquisito dalla Società tedesca per la conservazione dei monumenti, che ancora oggi ne cura la conservazione. Come primo lavoro di restauro, sempre nel 1987, con una spettacolare azione venne calato un bracciale prottettivo d'acciaio del peso di 110 tonnellate in modo da rafforzare la fondamenta e permettere così il prosieguo dei lavori. Terminati i lavori di restauro, oggi il faro è visitabile anche per soggiorni notturni.
In tempi recenti il faro è stato oggetto di un'emissione filatelica, apparendo su un francobollo tedesco nel 2004.

## Descrizione
La fondamenta del faro è immersa per 24,5 metri sotto il livello del mare ed è visibile solo in stato di bassa marea, mentre la struttura della torre è in acciaio. Considerando anche l'altezza della parte emersa, di 28 metri, l'altezza complessiva della torre raggiunge i 52.5 metri. Tutta la struttura è realizzata in acciaio. La fascia nera del faro, appena sopra la fondamenta, è adibita a stiva. Appena al di sopra, all'altezza della prima fascia bianca, è collocata l'entrata alla struttura. Una scala a chiocciola conduce ai piani superiori, dove sono collocati gli appartamenti del guardiano del faro comprendenti una camera da letto, una piccola cucina, un soggiorno e una piccola stanza di servizio dotata di 3 finestre sporgenti. Al di sopra della parte abitabile del faro, si trova la lanterna con una portata di 10 miglia nautiche, ma che è spenta dal 1986, anno della sua dismissione.

## Galleria d'immagini

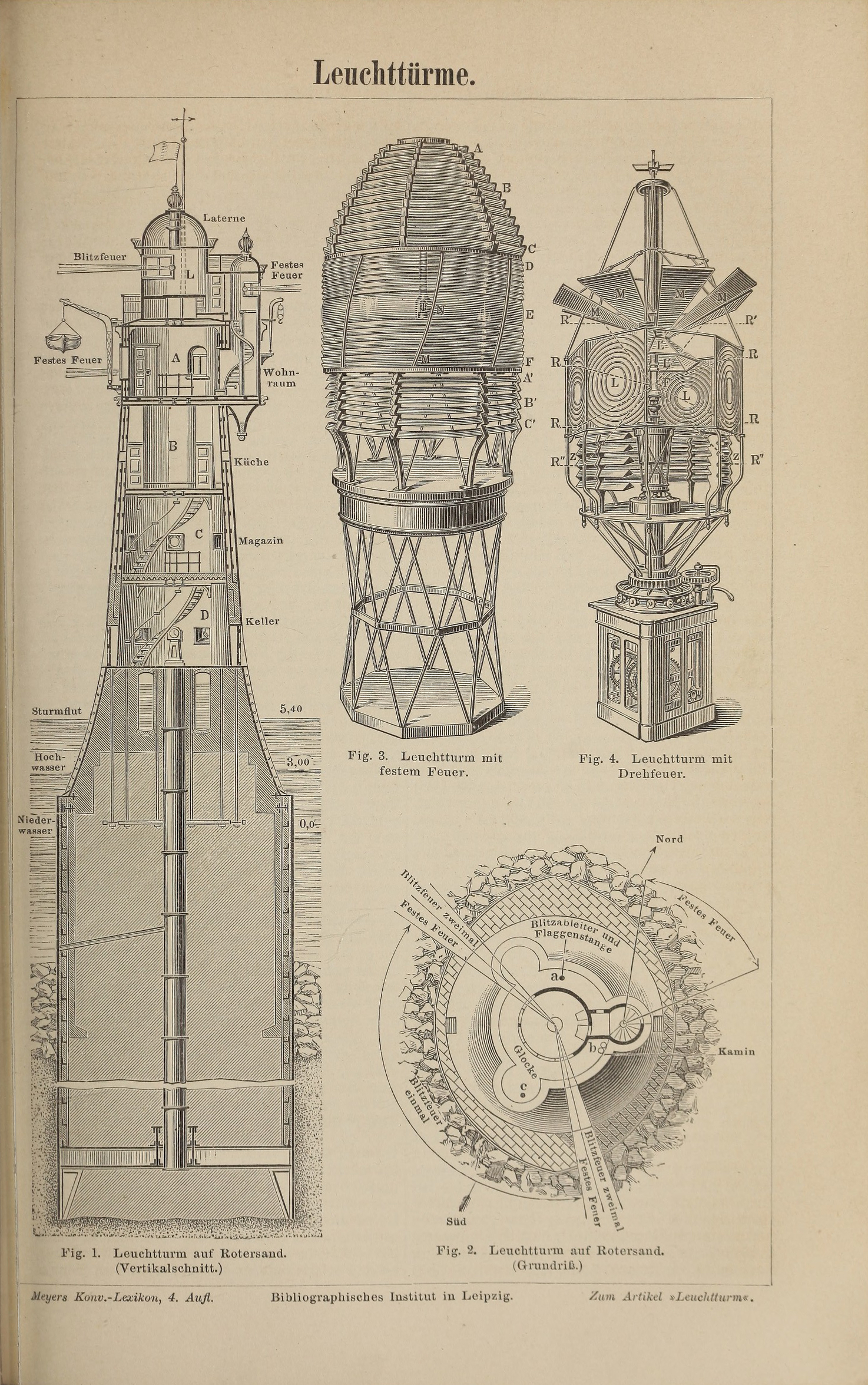
Disegno della struttura del faro
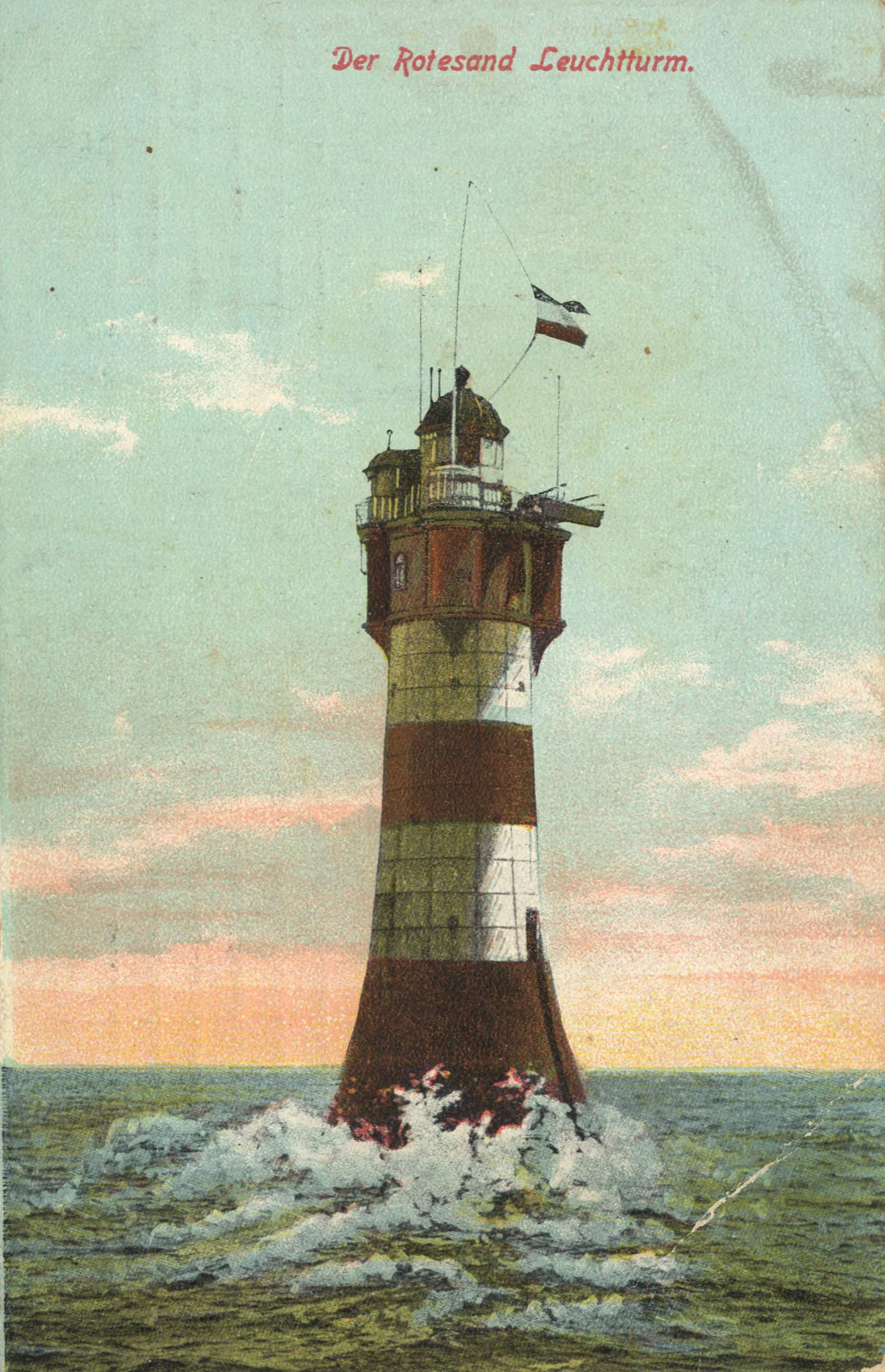
Il faro in una cartolina d'epoca
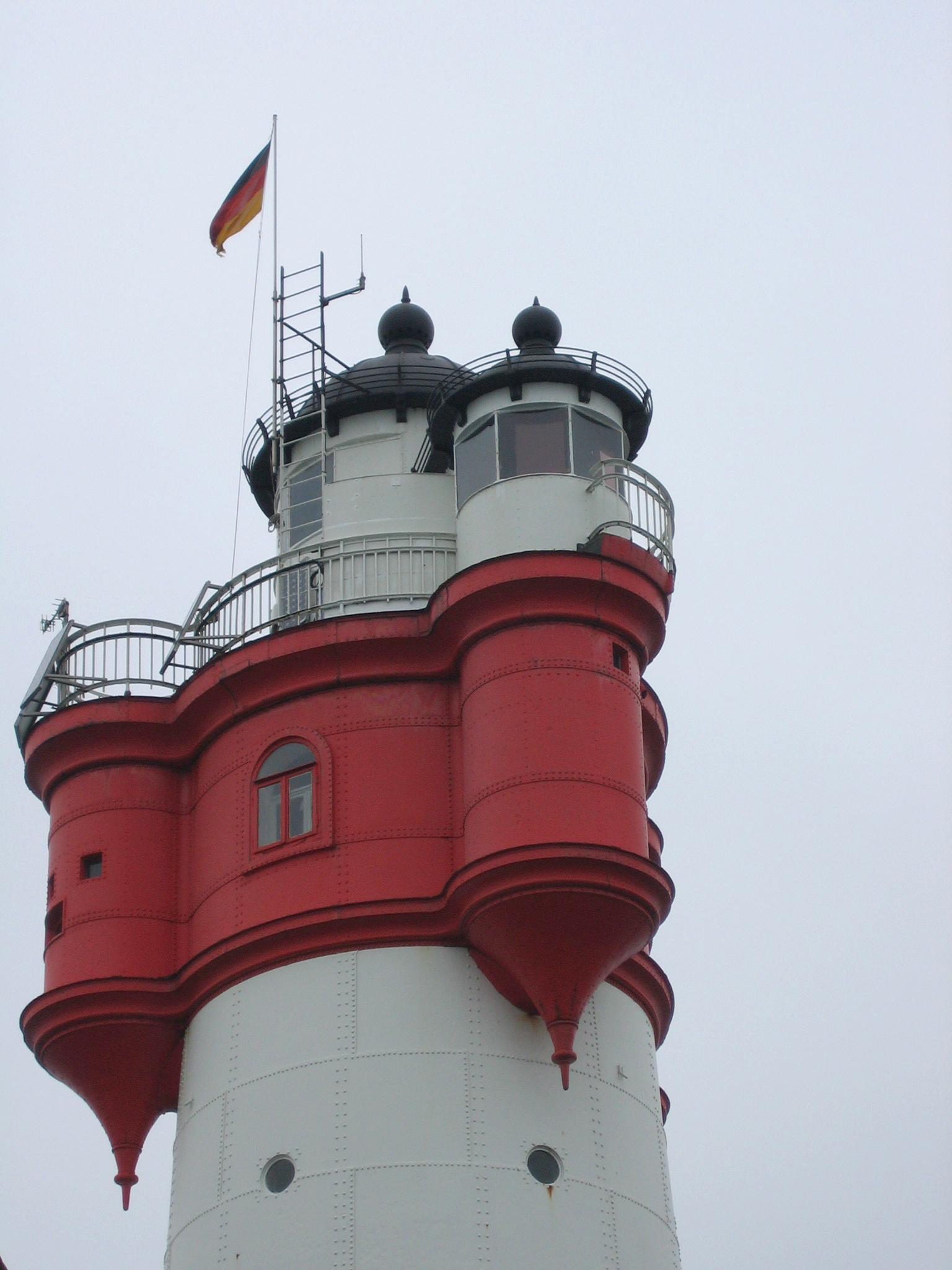
La bandiera tedesca che sventola in cima al faro informa che il faro è abitato da visitatori